# والاس جي. ناي
والاس جي. ناي (بالإنجليزية: Wallace G. Nye)‏ هو سياسي أمريكي، ولد في 17 أكتوبر 1859، وتوفي في 4 مارس 1926. حزبياً، نشط في الحزب الجمهوري.